# David C. Jewitt
David C. Jewitt es un profesor de astronomía formado en el Instituto de Astronomía de la Universidad de Hawái, ahora en la Universidad de California en Los Ángeles. Nació en 1958 en Inglaterra, se graduó en 1979 en la Universidad de Londres. Jewitt se recibió de Magíster en 1980 y luego de Doctorado en investigación en astronomía en 1983, ambos grados en el Instituto Tecnológico de California. Sus intereses de búsquedas incluyen el cinturón de Kuiper, la formación del sistema solar y las propiedades físicas de los cometas. Durante sus búsquedas, en conjunto con Jane Luu, descubrió el primer objeto del cinturón de Kuiper en 1992, identificando luego docenas de miembros de dicho cinturón. A partir de estos hallazgos pioneros, descubrió que tal Cinturón se divide en regiones, una de las cuales denominó "objetos de resonancia". A aquellos de un movimiento de resonancia media 3:2 los denominó "plutinos", en recuerdo de que Plutón es uno de ellos. Estas conclusiones han posibilitado nuevos modelos de comprensión del sistema solar en los que la interacción entre planetas, y entre estos y sus discos, adquieren mayor importancia.

## Publicaciones
Una selección de sus recientes publicaciones incluyen:
- The Nucleus of Comet 48P/Johnson, The Astronomical Journal, Volume 127, Issue 3, pp. 1784–1790
- 143P/Kowal-Mrkos and the Shapes of Cometary Nuclei, The Astronomical Journal, Volume 125, Issue 6, pp. 3366–3377
- Physical Properties of Trans-Neptunian Object (20000) Varuna, The Astronomical Journal, Volume 123, Issue 4, pp. 2110–2120
- Population and Size Distribution of Small Jovian Trojan Asteroids, The Astronomical Journal, Volume 120, Issue 2, pp. 1140–1147
- Particulate Mass Loss from Comet Hale-Bopp, The Astronomical Journal, Volume 117, Issue 2, pp. 1056–1062
- Cometary Rotation: an Overview, Earth, Moon, and Planets, v. 79, Issue 1/3, pp. 35–53
- Large Kuiper Belt Objects: The Mauna Kea 8K CCD Survey, The Astronomical Journal, Volume 115, Issue 5, pp. 2125–2135

## Honores
El asteroide (6434) Jewitt fue nombrado así en su honor.